# رنسانس سنتر
رنسانس سنتر، (به انگلیسی: Renaissance Center) آسمان‌خراش ۷۳ طبقه، که شامل ۴ برج ۳۹ طبقه و ۲ برج ۲۱ طبقه نیز می‌باشد، به ارتفاع ۵۷ متر، (برج مرکزی) با کاربری اداری-تجاری، فروشگاه و هتل است، که در شهر دیترویت، میشیگان، ایالات متحده آمریکا مستقر می‌باشد. پروژه ساخت این ساختمان در سال ۱۹۷۳ آغاز شد و در سال ۱۹۷۷ فاز نخست آن تکمیل شد و در مجموع در ۱۹۸۱ افتتاح گردید.
این ساختمان در سال ۲۰۰۴ یک بار بازسازی شد. جان پورتمن معماری این سازه را انجام داده است. رنسانس سنتر هم‌اکنون ساختمان دفتر مرکزی شرکت خودروسازی جنرال موتورز بشمار می‌آید. این شرکت مالک رنسانس سنتر می‌باشد.